# Anton (Sachsen)

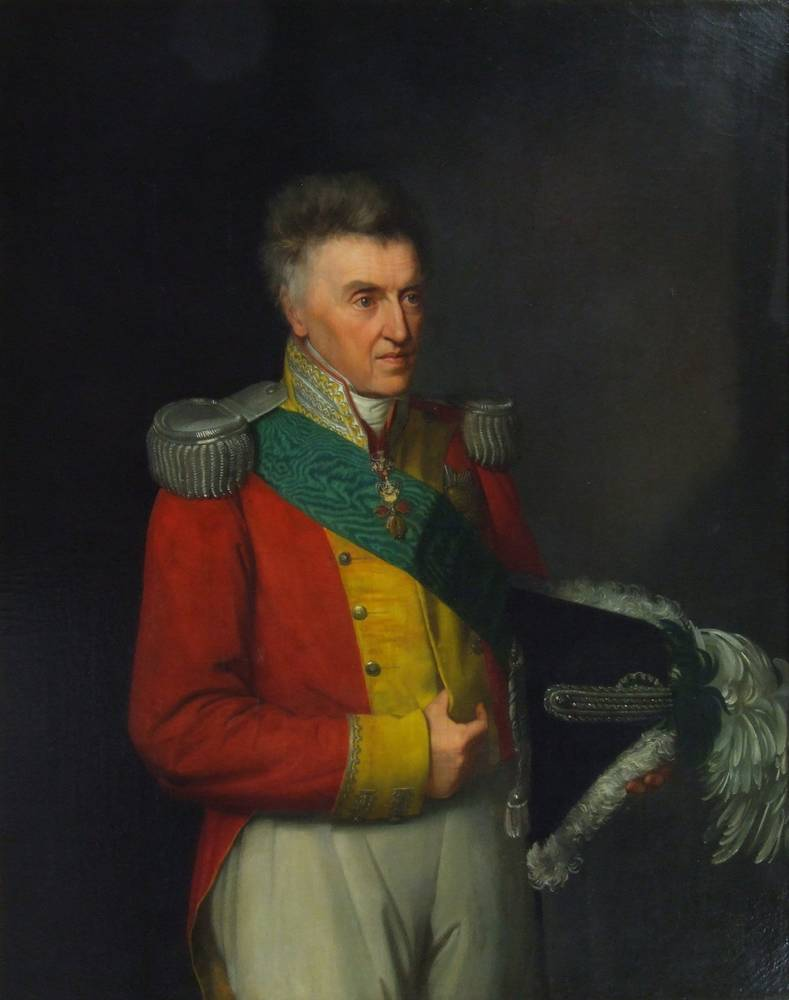
Anton von Sachsen auf einem Gemälde von Carl Christian Vogel von Vogelstein, 1827

Anton Clemens Theodor Maria Joseph Johann Evangelista Johann Nepomuk Franz Xaver Aloys Januar, genannt der Gütige (* 27. Dezember 1755 in Dresden; † 6. Juni 1836 in Pillnitz bei Dresden) war von 1827 bis 1836 König von Sachsen.

## Leben

Anton von Sachsen, Lithographie von Friedrich Lieder, 1823

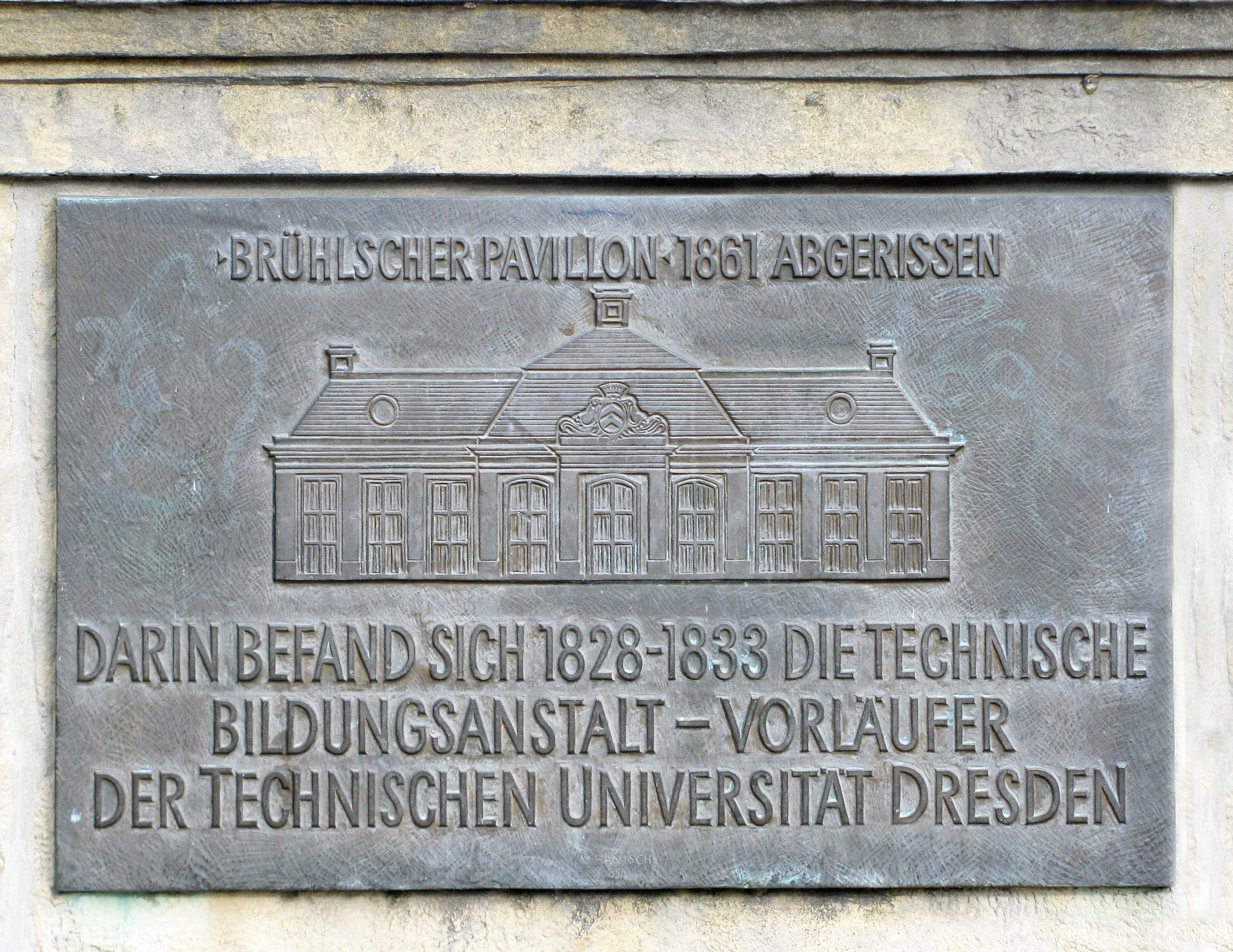
König Anton unterstützte die Gründung der späteren TU Dresden

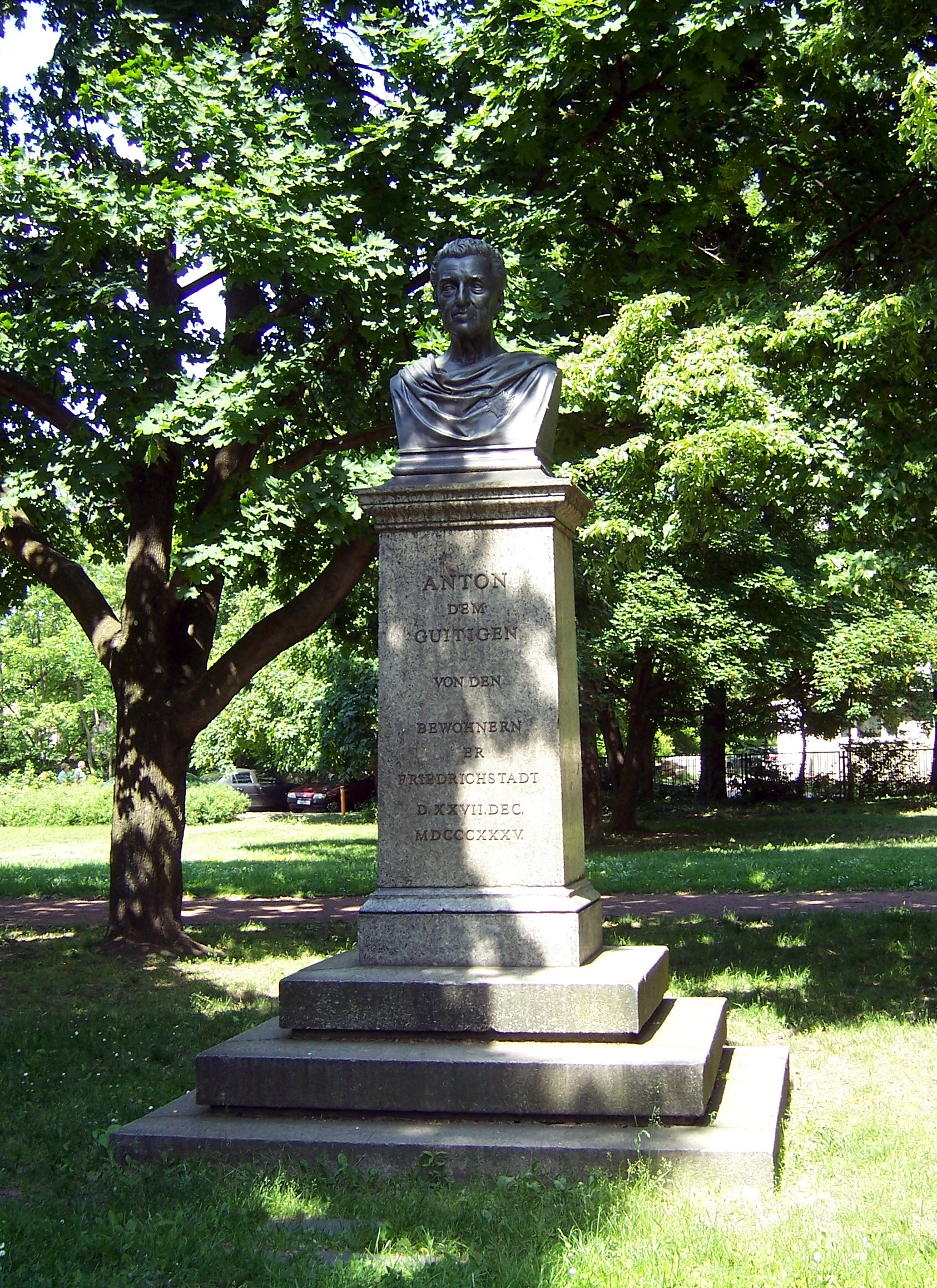
Ernst Rietschel – Büste von König Anton, 1835.

Er war der fünfte Sohn von Kurfürst Friedrich Christian von Sachsen und dessen Gemahlin Maria Antonia von Bayern.
Prinz Anton heiratete am 24. Oktober 1781 in erster Ehe Prinzessin Maria Carolina von Savoyen, die bereits am 28. Dezember 1782 im Alter von 18 Jahren kinderlos starb. Erst fünf Jahre später schloss er am 18. Oktober 1787 eine zweite Ehe mit Erzherzogin Maria Theresia von Österreich, Tochter von Leopold, Großherzog der Toskana, dem späteren Kaiser Leopold II.
Sie bekamen zusammen vier Kinder, die aber alle kurz nach der Geburt starben.
Anton folgte seinem Bruder König Friedrich August I., der ohne einen männlichen Erben gestorben war, am 5. Mai 1827 als König auf den sächsischen Thron. Bereits sechs Monate nach seiner Thronbesteigung verstarb Königin Maria Theresia im Alter von sechzig Jahren. In den Regierungsgeschäften war der 71-jährige gänzlich unerfahren und überließ diese „seinen Ministern und geheimen Räthen“ um den Grafen Detlev von Einsiedel. Sachsen galt in der „Ära Einsiedel“ als besonders rückständiger Staat.
Aufgrund der Julirevolution 1830 in Frankreich begannen im Herbst auch in Sachsen Unruhen. Diese richteten sich vor allem gegen die überkommene ständische Verfassung. Am 13. September 1830 trat deshalb das Kabinett um Graf Detlev von Einsiedel zurück. Bernhard von Lindenau folgte ihm nach. Da das Volk einen jüngeren Regenten wünschte, willigte Anton ein, seinen Neffen Friedrich August zum Prinz-Mitregenten zu ernennen. Als weitere Folge der Unruhen wurde 1831 eine neue Verfassung verabschiedet, die am 4. September in Kraft trat. Damit wurde Sachsen zur konstitutionellen Monarchie. Die Verfassung war konservativer als andere zu dieser Zeit existierende Verfassungen im Deutschen Bund. Der König behielt seine alleinige Souveränität, war jedoch bei den Regierungsgeschäften an die Mitwirkung der Minister und die Entscheidungen der beiden Kammern der Ständeversammlung gebunden.
Der Beitritt Sachsens zum Deutschen Zollverein 1834 ließ Handel, Industrie und Verkehr weiter aufblühen.
Unter König Anton wurde im November 1827 Wilhelm Gotthelf Lohrmann zum Oberinspektor des Mathematisch-Physikalischen Salons berufen und 1828 die Technische Bildungsanstalt gegründet, die heutige Technische Universität Dresden.

## Andenken
→ Hauptartikel: König-Anton-Denkmal
Zur Erinnerung an die Eingemeindung ihres Stadtteils stifteten die Bürger der Dresdner Friedrichstadt im Jahr 1835 eine überlebensgroße Porträtbüste König Antons. Die Büste wurde vom Bildhauer Ernst Rietschel ausgeführt, der den König im Stil der römischen Kaiserzeit darstellte. Die Büste wurde in der Friedrich-August-Hütte im Plauenschen Grund gegossen und in der Nähe des Weißeritzufers aufgestellt. 1915 wurde sie an ihrem heutigen Standort auf dem Hohenthalplatz in der Friedrichstadt aufgestellt und im Jahr 2000 restauriert.
Zu Ehren Antons wurde bereits zu seinen Lebzeiten 1828 der Antonsplatz benannt, später auch die Antonstraße und die Antonstadt.

## Vorfahren
| Ahnentafel Anton von Sachsen | Ahnentafel Anton von Sachsen                                                                     | Ahnentafel Anton von Sachsen                                                                                  | Ahnentafel Anton von Sachsen                                                                     | Ahnentafel Anton von Sachsen                                                                                        | Ahnentafel Anton von Sachsen                                                                      | Ahnentafel Anton von Sachsen                                                                     | Ahnentafel Anton von Sachsen                                                                     | Ahnentafel Anton von Sachsen                                                                                        |
| ---------------------------- | ------------------------------------------------------------------------------------------------ | --- | ------------------------------------------------------------------------------------------------ | --- | ------------------------------------------------------------------------------------------------- | ------------------------------------------------------------------------------------------------ | ------------------------------------------------------------------------------------------------ | --- |
| Ururgroßeltern               | Kurfürst Johann Georg III. (1647–1691) ⚭ 1666 Anna Sophie von Dänemark und Norwegen (1647–1717)  | Markgraf Christian Ernst von Brandenburg-Bayreuth (1644–1712) ⚭ 1671 Sophie Luise von Württemberg (1642–1702) | Kaiser Leopold I. (1640–1705) ⚭ 1676 Eleonore Magdalene von der Pfalz (1655–1720)                | Herzog Johann Friedrich von Braunschweig-Calenberg (1625–1679) ⚭ 1668 Benedicta Henriette von der Pfalz (1652–1730) | Kurfürst Ferdinand Maria von Bayern (1636–1679) ⚭ 1652 Henriette Adelheid von Savoyen (1636–1679) | König Johann III. Sobieski (1629–1696) ⚭ 1665 Maria Kazimiera Sobieska (1641–1716)               | Kaiser Leopold I. (1640–1705) ⚭ 1676 Eleonore Magdalene von der Pfalz (1655–1720)                | Herzog Johann Friedrich von Braunschweig-Calenberg (1625–1679) ⚭ 1668 Benedicta Henriette von der Pfalz (1652–1730) |
| Urgroßeltern                 | König August II. (1670–1733) ⚭ 1693 Christiane Eberhardine von Brandenburg-Bayreuth (1671–1727)  | König August II. (1670–1733) ⚭ 1693 Christiane Eberhardine von Brandenburg-Bayreuth (1671–1727)               | Kaiser Joseph I. (1678–1711) ⚭ 1699 Wilhelmine Amalie von Braunschweig-Lüneburg (1673–1742)      | Kaiser Joseph I. (1678–1711) ⚭ 1699 Wilhelmine Amalie von Braunschweig-Lüneburg (1673–1742)                         | Kurfürst Maximilian II. Emanuel (1662–1726) ⚭ 1695 Therese Kunigunde von Polen (1676–1730)        | Kurfürst Maximilian II. Emanuel (1662–1726) ⚭ 1695 Therese Kunigunde von Polen (1676–1730)       | Kaiser Joseph I. (1678–1711) ⚭ 1699 Wilhelmine Amalie von Braunschweig-Lüneburg (1673–1742)      | Kaiser Joseph I. (1678–1711) ⚭ 1699 Wilhelmine Amalie von Braunschweig-Lüneburg (1673–1742)                         |
| Großeltern                   | König August III. (1696–1763) ⚭ 1719 Maria Josepha von Österreich (1699–1757)                    | König August III. (1696–1763) ⚭ 1719 Maria Josepha von Österreich (1699–1757)                                 | König August III. (1696–1763) ⚭ 1719 Maria Josepha von Österreich (1699–1757)                    | König August III. (1696–1763) ⚭ 1719 Maria Josepha von Österreich (1699–1757)                                       | Kaiser Karl VII. (1697–1745) ⚭ 1722 Maria Amalia von Österreich (1701–1756)                       | Kaiser Karl VII. (1697–1745) ⚭ 1722 Maria Amalia von Österreich (1701–1756)                      | Kaiser Karl VII. (1697–1745) ⚭ 1722 Maria Amalia von Österreich (1701–1756)                      | Kaiser Karl VII. (1697–1745) ⚭ 1722 Maria Amalia von Österreich (1701–1756)                                         |
| Eltern                       | Kurfürst Friedrich Christian von Sachsen (1722–1763) ⚭ 1747 Maria Antonia von Bayern (1724–1780) | Kurfürst Friedrich Christian von Sachsen (1722–1763) ⚭ 1747 Maria Antonia von Bayern (1724–1780)              | Kurfürst Friedrich Christian von Sachsen (1722–1763) ⚭ 1747 Maria Antonia von Bayern (1724–1780) | Kurfürst Friedrich Christian von Sachsen (1722–1763) ⚭ 1747 Maria Antonia von Bayern (1724–1780)                    | Kurfürst Friedrich Christian von Sachsen (1722–1763) ⚭ 1747 Maria Antonia von Bayern (1724–1780)  | Kurfürst Friedrich Christian von Sachsen (1722–1763) ⚭ 1747 Maria Antonia von Bayern (1724–1780) | Kurfürst Friedrich Christian von Sachsen (1722–1763) ⚭ 1747 Maria Antonia von Bayern (1724–1780) | Kurfürst Friedrich Christian von Sachsen (1722–1763) ⚭ 1747 Maria Antonia von Bayern (1724–1780)                    |
| Anton von Sachsen            |                                                                                                  | |                                                                                                  | |                                                                                                   |                                                                                                  |                                                                                                  | |